# جائزة ألمانيا الكبرى للدراجات النارية 2006
جائزة ألمانيا الكبرى للدراجات النارية 2006 هو سباق دراجات نارية أقيم بتاريخ 16 يوليو 2006. كان الجولة العاشرة من أصل 17 في سباق الجائزة الكبرى للدراجات النارية موسم 2006. فاز الإيطالي فالنتينو روسي بفئة الموتو جي بي بينما جاء الإيطالي ماركو ميلاندري في المركز الثاني وحصل على المركز الثالث الأمريكي نيكي هايدن.

## وصلات خارجية
- الموقع الرسمي